# Grumman F-9

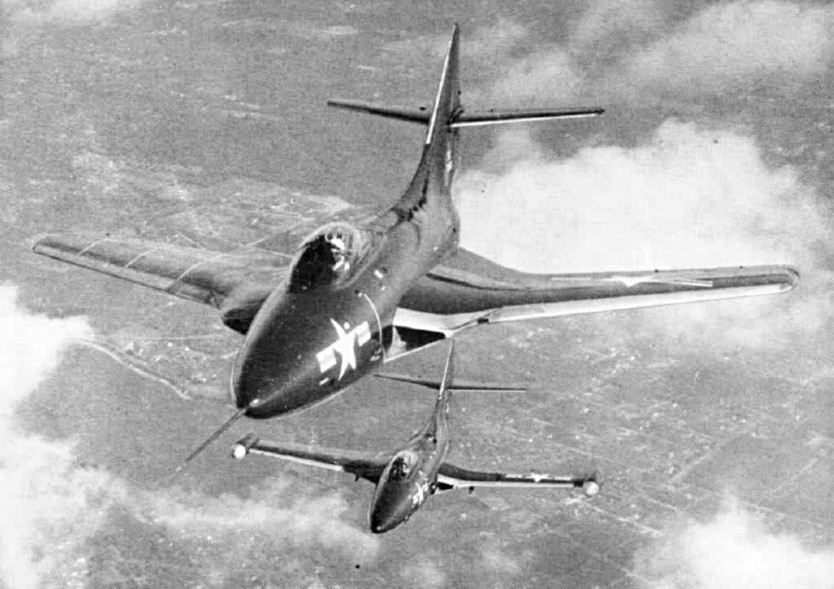
F9F-5 und F9F-6

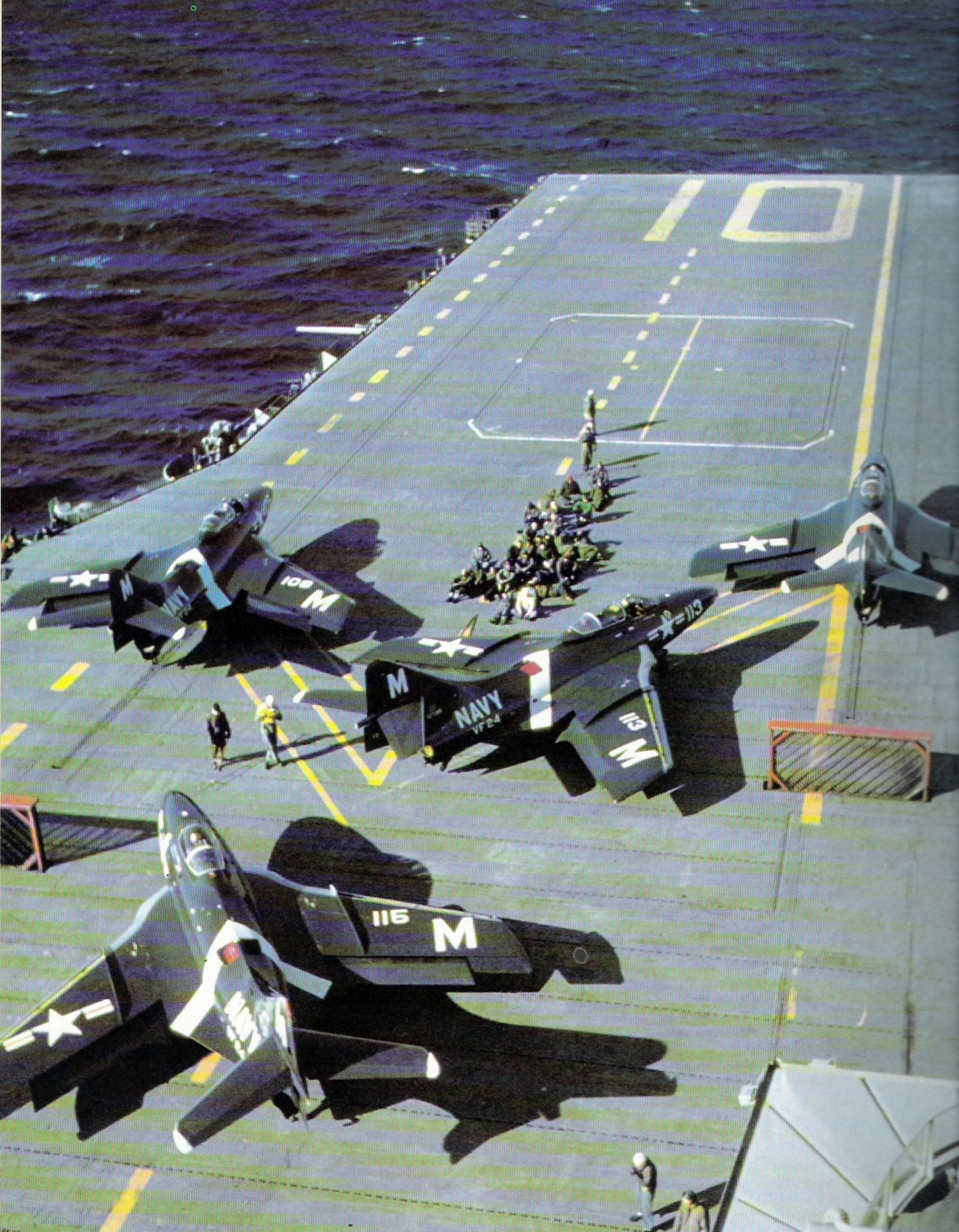
F9F-6 auf der USS Yorktown, 1953

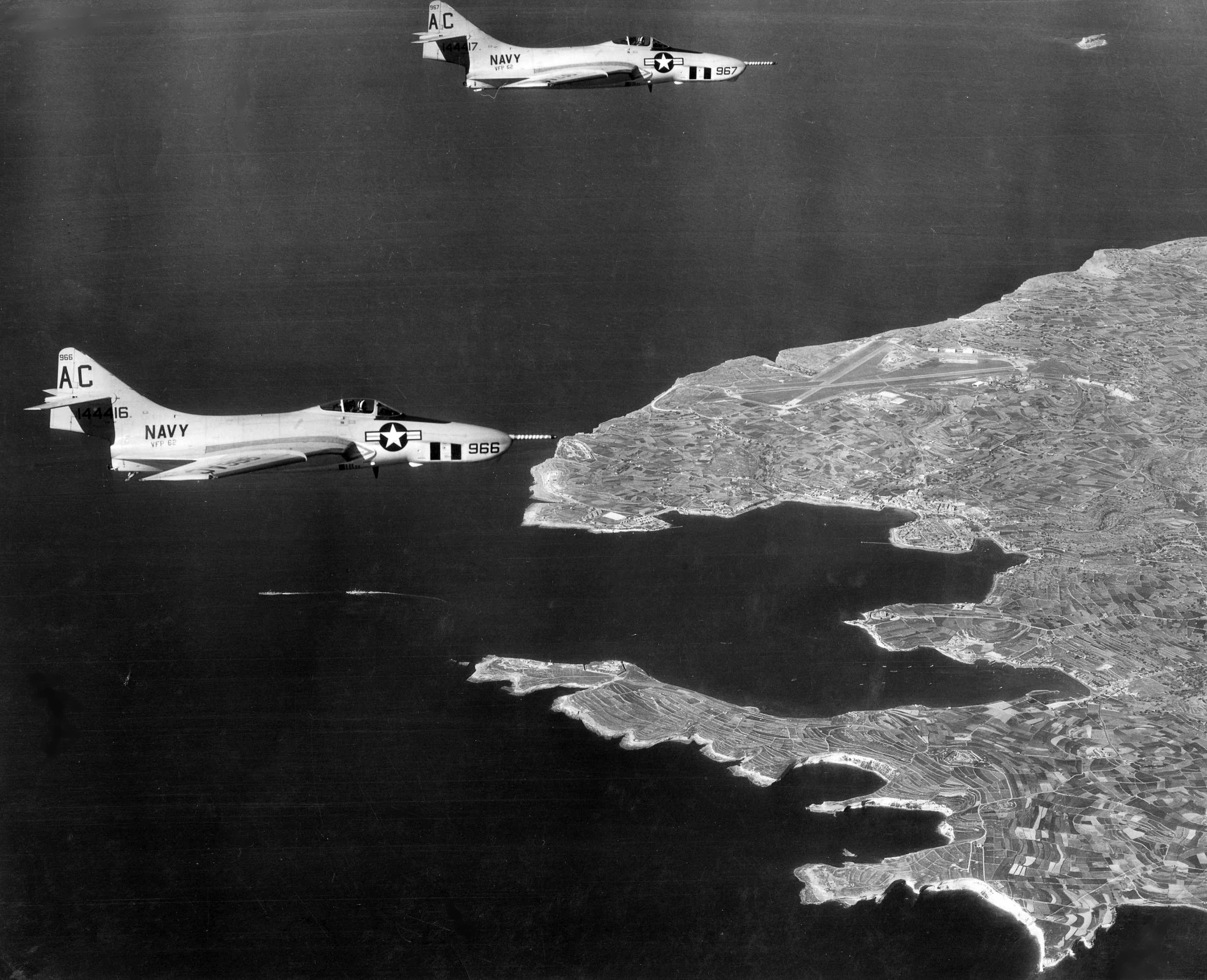
Zwei F9F-8P der VFP-62 über Malta, 1958

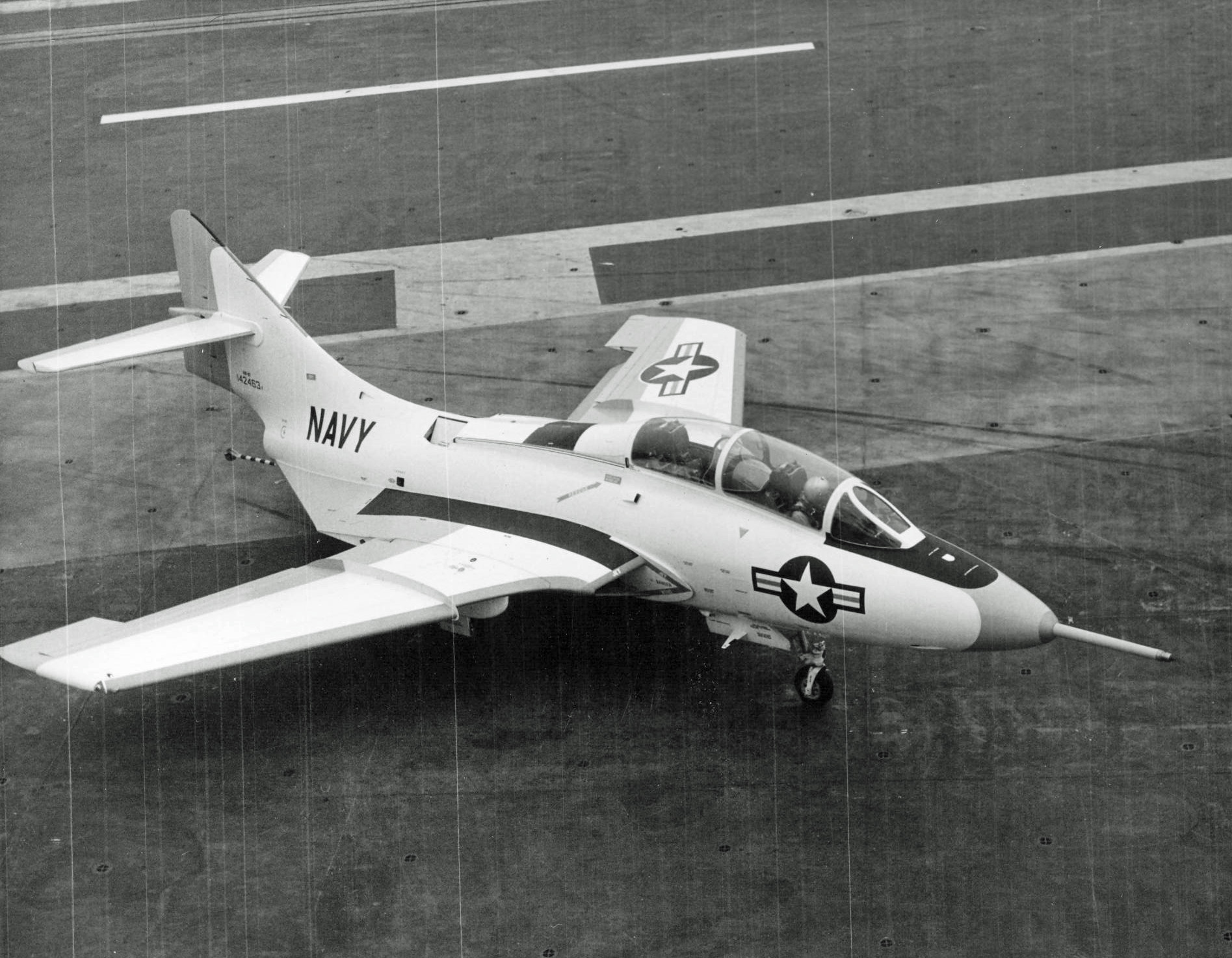
Trainerversion TF-9J

Die Grumman F9F/F-9 Cougar war ein von der Grumman Aerospace Corporation entwickelter einstrahliger Jagdbomber der United States Navy. Er wurde aus der F9F Panther entwickelt.

## Entwicklung
Nach der Indienststellung der F9F Panther begann man damit, eine Pfeilflügelvariante dieses Flugzeugs zu entwickeln. Die Bezeichnung F9F zeigt zwar die Verwandtschaft mit der Panther, aber eigentlich war die Cougar ein ganz neues Flugzeug. Die Hauptunterschiede zur Panther waren die Pfeilflügel, aber es wurde auch das Triebwerk ausgetauscht und auf Grund der neuen Tragflächen waren auch strukturelle Änderungen notwendig. Die Tragflächen hatten einen Pfeilwinkel von 35°, Spoiler statt Querruder, größere Landeklappen, Vorflügel und Grenzschichtzäune. Im November 1952 wurde die erste Maschine in Dienst gestellt. Das TF-9J-Muster flog im Vietnamkrieg viele Einsätze. Die Cougar wurde nach ihrer Ausmusterung als Drohnenleitflugzeug verwendet. Außerdem wurde sowohl die Panther als auch die Cougar in den 1950er Jahren von den Blue Angels für ihre Kunstflugvorführungen eingesetzt.

## Nutzer
Argentinien
- Argentinien

 Vereinigte Staaten
- United States Navy
- United States Marine Corps

## Versionen
XF9F-6Prototyp (Grumman G-93) mit Rumpf und Heck der F9F-5, neuen, gepfeilten Flügeln und einem J48-P-8-Triebwerk (7.250 lb Schub), drei gebaut.
F-9F (F9F-6)Serienversion der XF9F-6, 646 gebaut.
DF-9F (F9F-6D)als Drohnenlenkflugzeug umgebaute F-9F.
QF-9F (F9F-6K)als Zielflugzeug umgebaute F-9F.
QF-9G (F9F-6K2)als Zielflugzeug umgebaute F-9F mit anderer Elektronik.
F9F-6PAufklärungsflugzeug, 60 gebaut.
F-9H (F9F-7)F9F-6 mit Allison J33-A-16A Triebwerk, 168 gebaut.
F-9J (F9F-8)Version mit um 20 cm verlängertem Rumpf für zusätzlichen Tank und um 15 % vergrößerter Flügeltiefe. Später Ausrüstung mit Luftbetankungsrohr in der Flugzeugnase, 601 gebaut.
AF-9J (F9F-8B)mit Bombenzielgerät ausgerüstete F-9J zur Luftnahunterstützung. Zum Training verwendete AF-9J wurden als TAF-9J bezeichnet.
RF-9J (F9F-8P)Aufklärungsflugzeug mit Kameras in eckigerer Flugzeugnase, 110 gebaut.
YF9F-8TPrototyp einer doppelsitzige Trainerversion der F9F-8B mit um 85 cm längerem Rumpf, einer gebaut.
TF-9J (F9F-8T)Serienversion der YF9F-8T, 399 gebaut.

## Produktion
Abnahme der Grumman Cougar durch die US Navy:
| Version | 1952 | 1953 | 1954 | 1955 | 1956 | 1957 | 1958 | 1959 | 1960 | SUMME |
| ------- | ---- | ---- | ---- | ---- | ---- | ---- | ---- | ---- | ---- | ----- |
| F9F-6   | 114  | 410  | 122  |      |      |      |      |      |      | 646   |
| F9F-6P  | 3    | 45   | 12   |      |      |      |      |      |      | 60    |
| F9F-7   |      | 110  | 58   |      |      |      |      |      |      | 168   |
| F9F-8   |      |      | 151  | 286  | 150  | 15   |      |      |      | 602   |
| F9F-8P  |      |      |      | 7    | 75   | 28   |      |      |      | 110   |
| F9F-9   |      |      | 3    | 2    |      |      |      |      |      | 5     |
| F9F-8T  |      |      |      |      | 13   | 94   | 102  | 180  | 10   | 399   |
| SUMME   | 117  | 565  | 346  | 295  | 238  | 137  | 102  | 180  | 10   | 1.990 |

## Technische Daten
| Kenngröße             | Daten der TF-9J Cougar                                                          |
| --------------------- | ------------------------------------------------------------------------------- |
| Typ                   | trägergestütztes Einweisung- und Übungsflugzeug                                 |
| Besatzung             | 1                                                                               |
| Länge                 | 13,54 m                                                                         |
| Spannweite            | 10,52 m                                                                         |
| Höhe                  | 3,73 m                                                                          |
| max. Startmasse       | 9.344 kg                                                                        |
| Triebwerk             | ein Strahltriebwerk Pratt & Whitney J-48-P-8A mit 3.266 kg Schub                |
| Höchstgeschwindigkeit | 1.135 km/h (auf Meereshöhe)                                                     |
| Dienstgipfelhöhe      | 15.240 m                                                                        |
| Reichweite            | 966 km                                                                          |
| Bewaffnung            | zwei 20-mm-Kanonen und eine Höchstlast von 907 kg an Trägern unter den Flächen. |